# Xã hội điện tử
Xã hội điện tử là một xã hội ứng dụng rộng rãi truyền thông và công nghệ thông tin trong tất cả các ngành kinh tế - xã hội, có tính khả thi cao, mang lại kết quả nhanh, ảnh hưởng rộng. Xã hội điện tử có thể bao gồm các thành phần: chính phủ điện tử, công dân điện tử, doanh nghiệp điện tử, giáo dục điện tử và y tế điện tử.